# Stummerberg
Stummerberg ist eine Gemeinde mit 865 Einwohnern (Stand 1. Jänner 2024) im Zillertal und gehört zum Bezirk Schwaz in Tirol (Österreich). Die Gemeinde liegt im Gerichtsbezirk Zell am Ziller.

## Geografie

### Lage
Stummerberg ist im mittleren Zillertal oberhalb von Stumm an den Berghängen beiderseits des Märzenbachs gelegen. Die Streusiedlung besteht aus den Ortsteilen Gattererberg, Stummerberg und Kleinstummerberg. Das Gemeindeamt befindet sich in der Nachbargemeinde Stumm.
Der Märzengrund weitet sich von der Mündung in den Ziller nach einem engen, steilen und waldreichen Abschnitt zu einem weiten, offenen Almengebiet. Von den 57 Quadratkilometern Fläche werden sieben Prozent landwirtschaftlich genutzt, vierzig Prozent sind bewaldet, fast die Hälfte ist Almgebiet.

### Gemeindegliederung
Das Gemeindegebiet umfasst folgende zwei Ortschaften (Einwohner Stand 1. Jänner 2024):
- Gattererberg (285)
- Stummerberg (580)

### Nachbargemeinden
|                     | Hart im Zillertal                           |                              |
| Stumm               | Kompassrose, die auf Nachbargemeinden zeigt | Hopfgarten im Brixental (KB) |
| Aschau im Zillertal | Rohrberg Gerlosberg                         | Gerlos                       |

## Geschichte
Stummerberg wird erstmals 1125–1129 als „apud Cilerstal in monte supra Stumme“ urkundlich erwähnt, als das Stift Herrenchiemsee vom Salzburger Erzbischof Konrad I. von Abensberg einen halben Hof erhielt. Verwaltungssitz der Hofmark Stumm war Schloss Stumm. Die Höfe am Stummerberg und Gattererberg wurden als Schwaighöfe angelegt, sie mussten Naturalien abliefern. Bedeutend war die Holztrift aus dem Märzengrund für die Schmelzhütten des Tals. Im Jahr 1775 war Stummerberg nach dem theresianischen Kataster Teil der Gemeinde Ahrnbach.
1849 wurden Stummerberg, Gattererberg und Kleinstummerberg zur Gemeinde Stummerberg vereint, sie ist seitdem die drittgrößte Gemeinde des Zillertales.
Nachdem ab 1928 ein Teil der Häuser mit Strom aus dem Elektrizitätswerk eines Sägewerkes versorgt worden waren, wurde 1941/42 eine Stromversorgung für die ganze Gemeinde errichtet. In dieser Zeit wurde auch die erste Gemeindestraße von Gefangenen gebaut. Bis dahin waren viele Höfe nur über Seilbahnen erreichbar.

### Bevölkerungsentwicklung
| Stummerberg: Einwohnerzahlen von 1869 bis 2024      | Stummerberg: Einwohnerzahlen von 1869 bis 2024 | Stummerberg: Einwohnerzahlen von 1869 bis 2024 | Stummerberg: Einwohnerzahlen von 1869 bis 2024 | Stummerberg: Einwohnerzahlen von 1869 bis 2024 |
| --------------------------------------------------- | ---------------------------------------------- | ---------------------------------------------- | ---------------------------------------------- | ---------------------------------------------- |
| Jahr                                                |                                                |                                                |                                                | Einwohner                                      |
| 1869                                                | 1869                                           |                                                | 752                                            | 752                                            |
| 1880                                                | 1880                                           |                                                | 650                                            | 650                                            |
| 1890                                                | 1890                                           |                                                | 656                                            | 656                                            |
| 1900                                                | 1900                                           |                                                | 664                                            | 664                                            |
| 1910                                                | 1910                                           |                                                | 609                                            | 609                                            |
| 1923                                                | 1923                                           |                                                | 656                                            | 656                                            |
| 1934                                                | 1934                                           |                                                | 655                                            | 655                                            |
| 1939                                                | 1939                                           |                                                | 639                                            | 639                                            |
| 1951                                                | 1951                                           |                                                | 736                                            | 736                                            |
| 1961                                                | 1961                                           |                                                | 734                                            | 734                                            |
| 1971                                                | 1971                                           |                                                | 741                                            | 741                                            |
| 1981                                                | 1981                                           |                                                | 792                                            | 792                                            |
| 1991                                                | 1991                                           |                                                | 809                                            | 809                                            |
| 2001                                                | 2001                                           |                                                | 811                                            | 811                                            |
| 2011                                                | 2011                                           |                                                | 842                                            | 842                                            |
| 2021                                                | 2021                                           |                                                | 853                                            | 853                                            |
| 2024                                                | 2024                                           |                                                | 865                                            | 865                                            |
| Quelle(n): Statistik Austria, Gebietsstand 1.1.2021 |                                                |                                                |                                                |                                                |

## Wirtschaft und Infrastruktur

### Wirtschaftssektoren
Dia Anzahl der landwirtschaftlichen Betriebe nahm von 82 im Jahr 1999 auf 69 im Jahr 2010 ab. Von diesen 69 wurden 36 im Haupt-, 26 im Nebenerwerb, sechs von Personengemeinschaften und eine von einer juristischen Person geführt. Dieser eine Betrieb bewirtschaftete 38 Prozent der Flächen. Im Produktionssektor arbeiteten 17 der insgesamt 21 Erwerbstätigen in der Bauwirtschaft. Die wichtigsten Arbeitgeber im Dienstleistungssektor waren die Bereiche soziale und öffentliche Dienste mit 19 und  Beherbergung und Gastronomie mit 14 Erwerbstätigen (Stand 2011).

### Berufspendler
Von den rund 400 Erwerbstätigen, die im Jahr 2011 in Stummerberg lebten, arbeiten 89 in der Gemeinde, mehr als drei Viertel pendelten aus.

## Politik

### Gemeinderat
In den Gemeinderat werden elf Mandatare gewählt.
| Partei                                                       | 2022    | 2022    | 2016    | 2016    | 2010  | 2010    | 2004  | 2004    |
| Partei                                                       | Prozent | Mandate | Prozent | Mandate | %     | Mandate | %     | Mandate |
| ------------------------------------------------------------ | ------- | ------- | ------- | ------- | ----- | ------- | ----- | ------- |
| Unabhängige Liste der Arbeiter, Bauern und Gewerbetreibenden | 42,29   | 5       | 50,64   | 6       | 61,99 | 7       | 68,28 | 8       |
| Bauern, Arbeiter, Zimmervermieter und Wirtschaft             | 38,29   | 4       | 17,80   | 2       | 20,97 | 2       | 23,99 | 3       |
| Gemeinschaftsliste Plus                                      | 19,43   | 2       |         |         |       |         |       |         |
| Die neue Liste Stummerberg und Gattererberg                  |         |         | 31,56   | 3       | 17,04 | 2       | 6,73  | 0       |

### Bürgermeister
Bürgermeister seit 1896 waren:
- bis 1896 Heinrch Wurm
- 1896–1901 Johann Höllwarth
- 1901–1903 Franz Wurm
- 1903–1909 Johann Wechselberger
- 1909–1912 Alois Gruber
- 1912–1920 Johann Mauracher
- 1920–1923 Otto Moser
- 1923–1926 Johann Gruber
- 1926–1929 Franz Wurm
- 1929–1938 Alois Schweinberger
- 1938–1944 Franz Schweinberger
- 1944–1945 Johann Höllwarth
- 1945–1950 Franz Gruber
- 1950–1956 Josef Wurm
- 1956–1962 Engelbert Braunegger
- 1962–1986 Franz Neid
- 1986–2003 Josef Kröll
- 2004–2004 Georg Bichler
- Seit 2004 Georg Danzl

### Wappen
Das Gemeindewappen wurde 1986 verliehen: Durch einen oben gespitzten, in der Mitte überhöhten grünen Sparren geteilt von Gold und Schwarz.Der Wald steht für den Waldreichtum der Gemeinde, der Berg im Vordergrund deutet auf den zweiten Namensteil hin.

## Persönlichkeiten

### Ehrenbürger
- Alois Leitner (1932–2020), Pfarrer von Stumm 1972–2009[14]